# Кнокке-Гейст
Кноке-Хайст (нід. вимова: [ˌknɔkəˈɦɛi̯st]; нід. Knokke-Heist) — муніципалітет у бельгійській провінції Західна Фландрія. До муніципалітету входять міста Хайст-ан-Зее, Кноке, Дуйнберген, Рамскапелле і Весткапелле. На 1 січня 2006 року загальна кількість населення Кноке Хайст становила 34 063 людини. Загальна площа становить 56,44 56.44 км2. Щільність населення 603 жителі на км2. Кноке Хайст розташований уздовж Північного моря на місці низинних заболочених морських берегів на кордоні Бельгії з Нідерландами. Це найвідоміший та найзаможніший морський курорт Бельгії.

## Історія

### Середні вікі

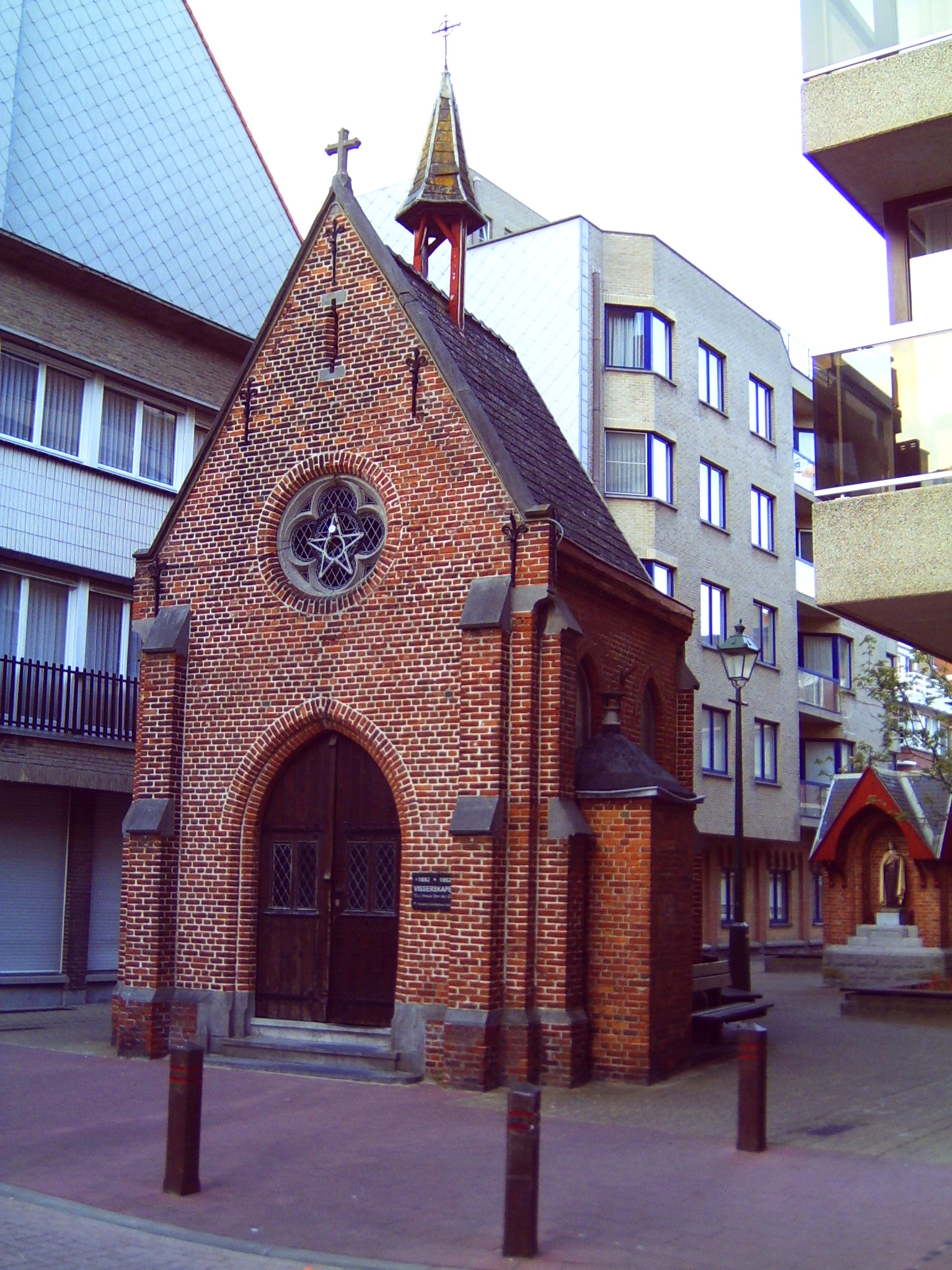
Каплиця рибалок у Хайсті

Спочатку болотиста місцевість Звін була заселена переважно пастухами та рибалками. За підтримки графів Фландрії між XI й XIII століттями було побудовано кілька дамб, і земля успішно зневоднена. Це дало початок сільському господарству та подальшому вівчарству заради вовни. Було засновано нові парафії, а раннє поселення Сінт-Анна-тер-Муйден, яке пізніше стало частиною Весткапелле, отримало права міста в 1242 році.
Стратегічне значення гавані Звін було визнано в 1301 році під час війни між графом Гі Дамп'єром і французьким королем Філіпом Вродливим. Під час Столітньої війни, що виникнула незабаром після цього, між Францією та Англією відбулося кілька битв за панування в регіоні, включно з битвою при Сльосі в червні 1340 року. Місцеве населення намагалося зберігати нейтралітет, оскільки воно було політично пов'язане з Фландрією, яка тоді була союзником Франції, але економічно залежало від вовни з Англії. Під керівництвом Філіпа Сміливого вона користувалась відносним миром до кінця століття, щоб зміцнити канал, який поєднав Звін з портом Брюгге.

### Ранній Новий час
На початку XV століття відбулося кілька нових нападів Англії на сусідній Сльойс, що мало руйнівний вплив на місцеву економіку, в 1439 році не було підписано міцний мир. Кінець століття супроводжувався внутрішніми повстаннями проти Максиміліана Австрійського та стратегічним затопленням польдери. Під час правління Карла V у наступному столітті до регіону повернувся мир. Це був також час, коли Звін почав замулюватися і коли були висаджені яблуневі сади для доповнення місцевої економіки.
Релігійні війни кінця XVI століття принесли нові повені та спустошення, але після Вестфальського миру економіка зуміла відновитися завдяки вирощуванню ріпаку та картоплі. Сила відродження сільського господарства та торгівлі худобою дозволила місцевим фермерам відносно добре пережити майбутні економічні кризи.

### Від Просвітництва до сьогодні
Після Утрехтського миру 1713 року територія Кноке була приєднана до Нідерландів, але через кілька років старий кордон було відновлено на Звіні. Після битви при Флерюсі (1794) Брюгге, Кноке та сусідні муніципалітети були включені до департаменту Ліс.
Будівництво каналу Леопольда у 1857 році зробило можливим закриття Звіну та перетворення його на природний заповідник. Невдовзі Кноке та Хайст стали туристичними напрямками. Населення Кноке подвоїлося між 1873 і 1914 роками до 3326 жителів, потім вдруге — з 1914 по 1930 рік і знову досягло понад 14 000 у 1965 році, попри серйозні демографічні втрати, спричинені Другою світовою війною.
Між 1929 і 1960 роками на схід від міста знаходився невеликий аеродром Кнокке-Ле Зут, який використовувався як для цивільних, так і для військових цілей. Зокрема, в період до та незабаром після закінчення Другої світової війни авіацією Militaire Belge, ВПС Німеччини та Британські Королівські ВПС. Люфтваффе тримали тут лише зенітні гармати, Королівські ВПС мали 142-гу ескадрилью з 290-ю ескадрильєю, оснащену Spitfire, на базі, яке вони називали аеродром B.83 до жовтня 1945 року.

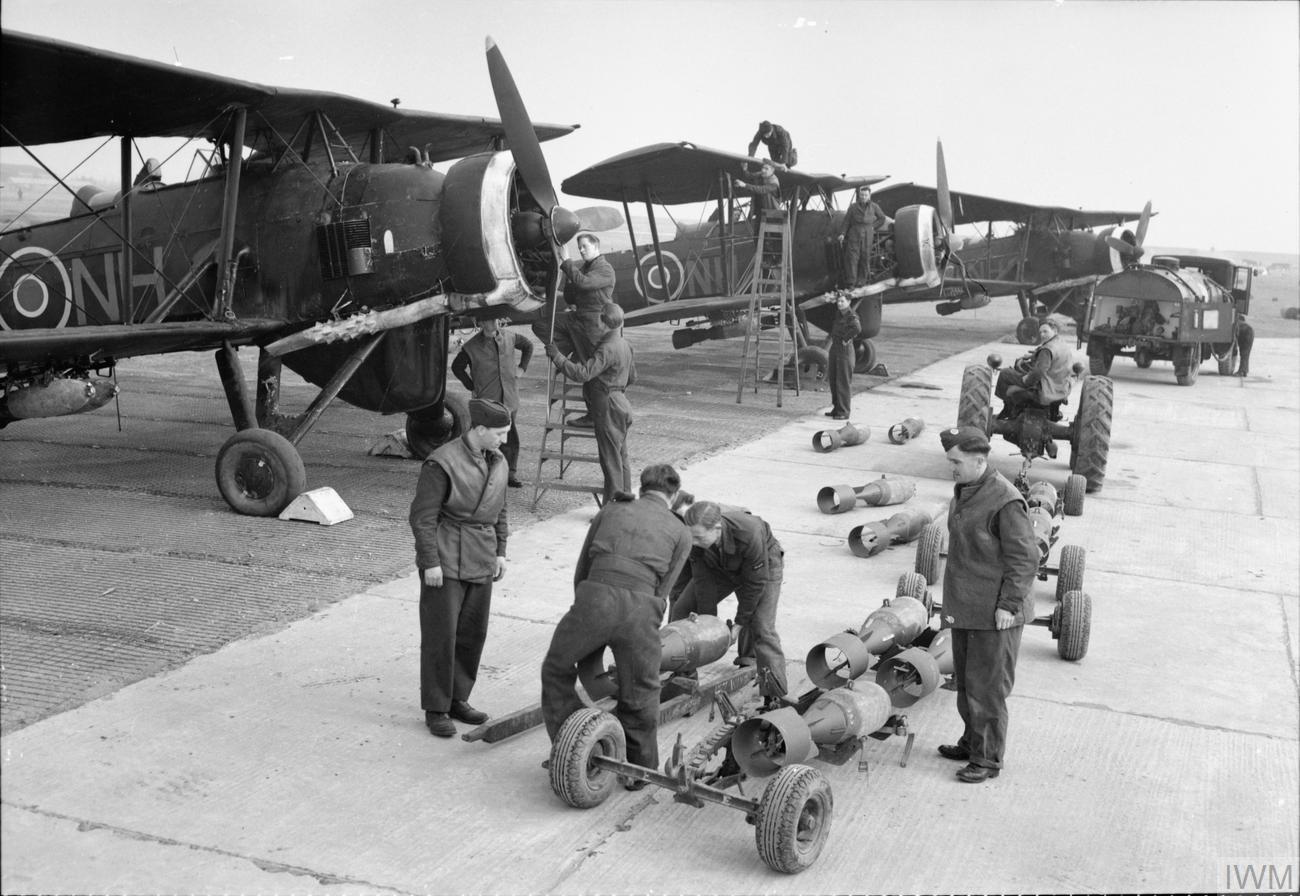
Британська повітряна база B.83

У 2019 році після забруднення піщаної мілини іпритом, підводний пошук виявив великий запас снарядів (за оцінками, 35 000 снарядів) часів Першої світової війни. Цей запас був затоплений у 1919 році. Губернатор Західної Фландрії Карл Декалюве вимагав швидкої евакуації цього сховища.

## Туризм

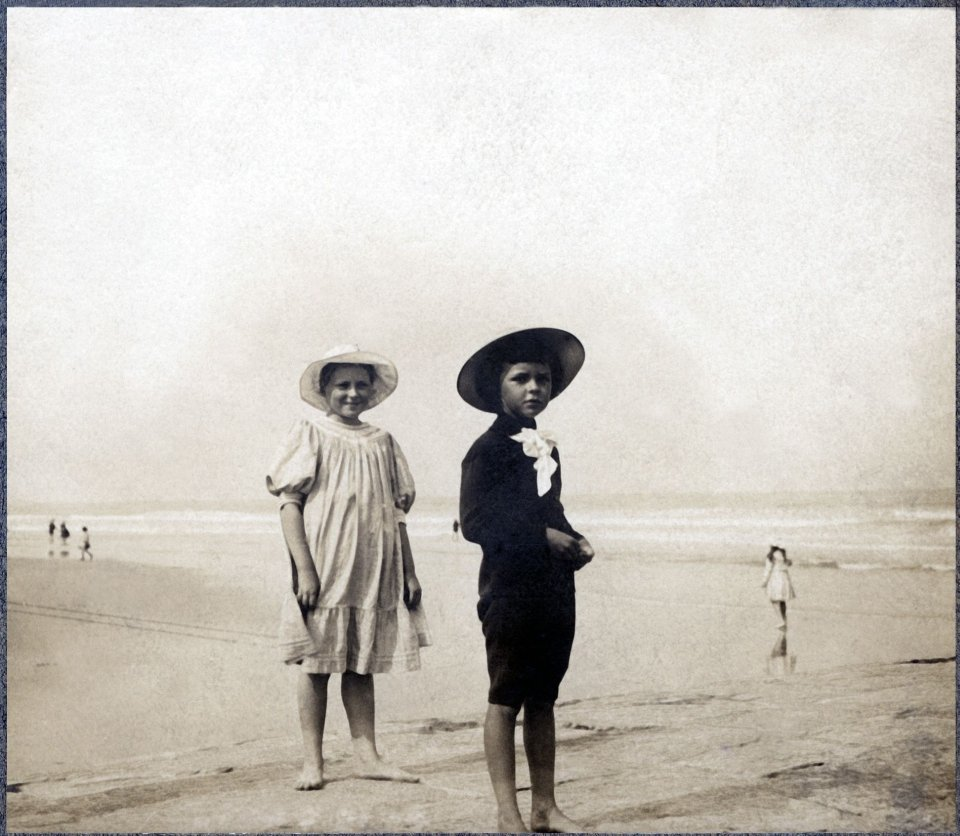
Перші туристи в Кноке-Хайст, 1907 рік

Туристичною принадою є 12-кілометровий дрібнозернистий піщаний пляж із п'ятьма пляжними ділянками, що охороняються, і з великим ландшафтом дюн. Набережна майже вся забудована багатоповерховими житловими будинками, які використовуються як квартири для відпочинку. У східній частині міста розташований природний заповідник Хет Звін, який займає 150 гектарів і є місцем розмноження рідкісних видів птахів. У жовтні 2010 року сусідній Vlindertuin, сад метеликів із 400 екзотичними метеликами, що вільно літають, було закрито. Марковані велосипедні та пішохідні стежки ведуть через польдерний ландшафт площею 3500 гектарів. Численні дизайнерські бутіки та дорогі розкішні готелі роблять Кноке та особливо Кноке-Зуте місцем відпочинку на вихідні для заможних бельгійців, німців, голландців та люксембуржців.
Довідник ресторанів Michelin Guide 2022 включає вісім ресторанів, чотири з яких є зірковими ресторанами в Кноке-Хайсті.
Казино 1930 року з меблями в стилі ар-деко є пам'яткою перші дні Кноке як вишуканого приморського курорту.

## Пам'ятки

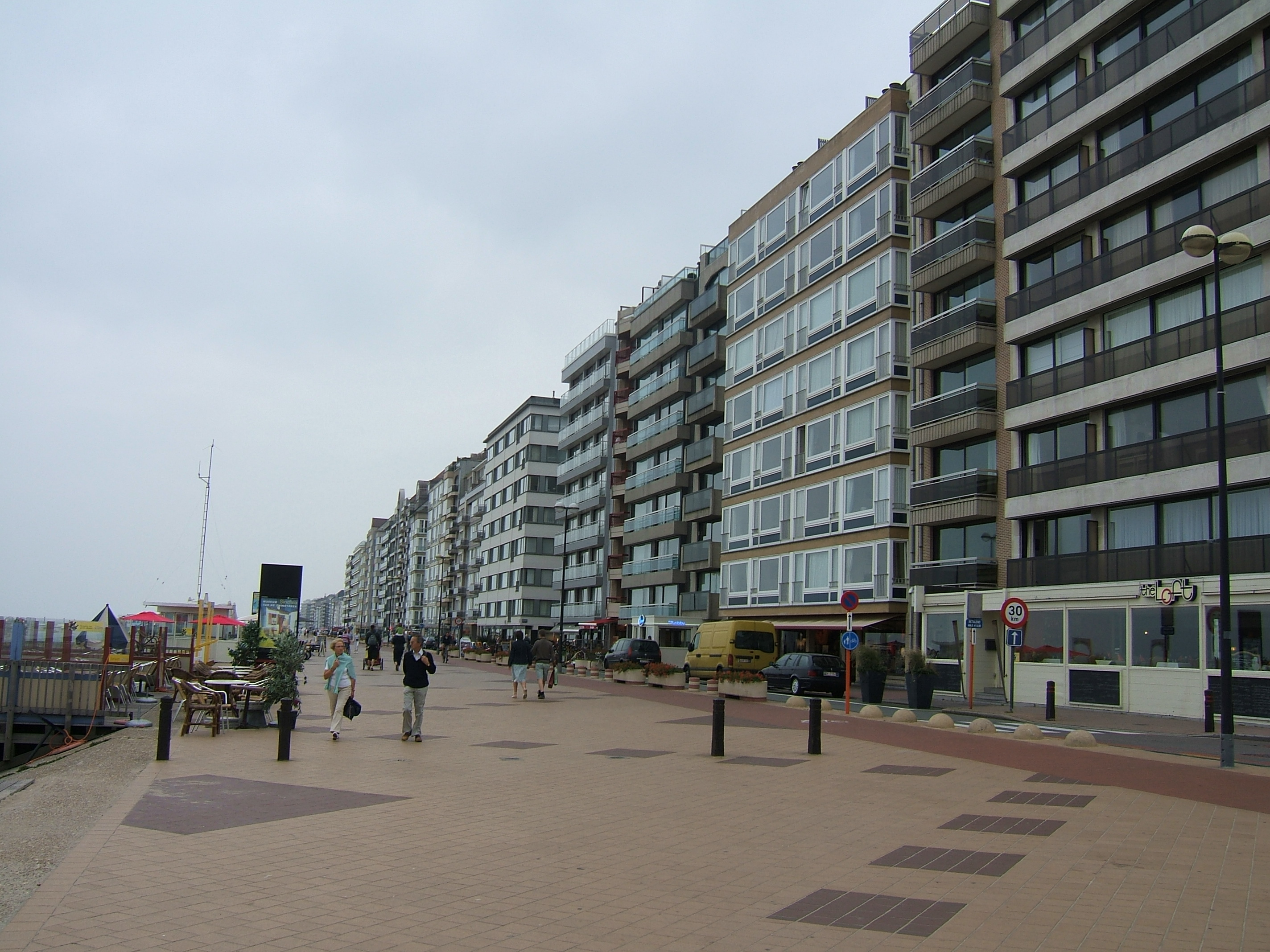
Пляжна набережна в Кноке-Хайсті

- Район, відомий як Het Zoute (фр. Le Zoute), включає ексклюзивний гольф-клуб Royal Zoute, розташований в дюнах.
- Звін, природний заповідник площею 158 га. Це велике солоне болото також є заповідником для птахів.
- Музей Sincfala, розташований у Хайст, документує регіональну історію та спосіб життя.
- Сад метеликів (Vlindertuin) був заснований біля Moeder Siska, кав'ярні, яка виготовляє вафлі у формі конюшини з 1892 року. Обидва заклади закрилися в 2010 році під час кризи.
- Концертний зал Scharpoord
- «De groetende mannen», що перекладається як «чоловіки, які вітають (одне одного)», скульптура Йопа ван Лішоута, яка зображує двох великих помаранчевих чоловіків, які тиснуть один одному руки.
- Скульптура художника Альфреда Верве, розташована перед ратушею
- У Кнокке-Хейсті є багато скульптур, розташованих на пляжі та на хвилерізах.
- Рожевий фонтан, розташований у центрі туризму.
- Скульптура блакитного плаваючого водопровідного крана, побудована муніципальною водопровідною компанією.
- Скульптура кролика розташована в кінці набережної.

## Події, спорт, культура
- Кноке Хайст має понад 40 художніх галерей.
- Безкоштовний тижневий музичний фестиваль Kneistival відбувається кожного липня з 1986 року.
- Festival international du cinéma expérimental de Knokke-le-Zoute (фестиваль експериментального кіно)
- У Кноке Хайст щороку проходить Фестиваль мультфільмів, який є відкритим художнім заходом, що проводиться на пляжі перед казино, де показують мультфільми для дорослих і дітей.
- Щороку в кінці лютого в Кноке Хайст проходить карнавал.
- У Кноке Хайст проходить Суперкубок Бельгії з баскетболу.
- У Кноке Хайст також проходить Суперкубок Бельгії з волейболу.
- «Міс Бельгія» — бельгійський конкурс краси, що проводиться в Кноке Хайст.
- Фестиваль Zwin Triathlon наприкінці вересня.

## Відомі мешканці
- Альфред Верве (1838—1895), художник, на його честь стоїть бюст перед ратушею.
- Жан-Мішель Фолон (1934—2005), художник.
- Філіп Лафонтен, 1955 року народження, співак.
- Кіт Гарінґ (1958—1990), художник, жив у Кноке.
- Патрік Корійон, художник, народився в 1959 році в Кноке.
- Девід Ван Утегем, радіоведучий (1975-)
- Ґюнтер Ванауденерде, футболіст-захисник (1984-)
- Жан-Клод Ван Дам, 1960 року народження, актор, має другий дім у Кноке.

## Галерея

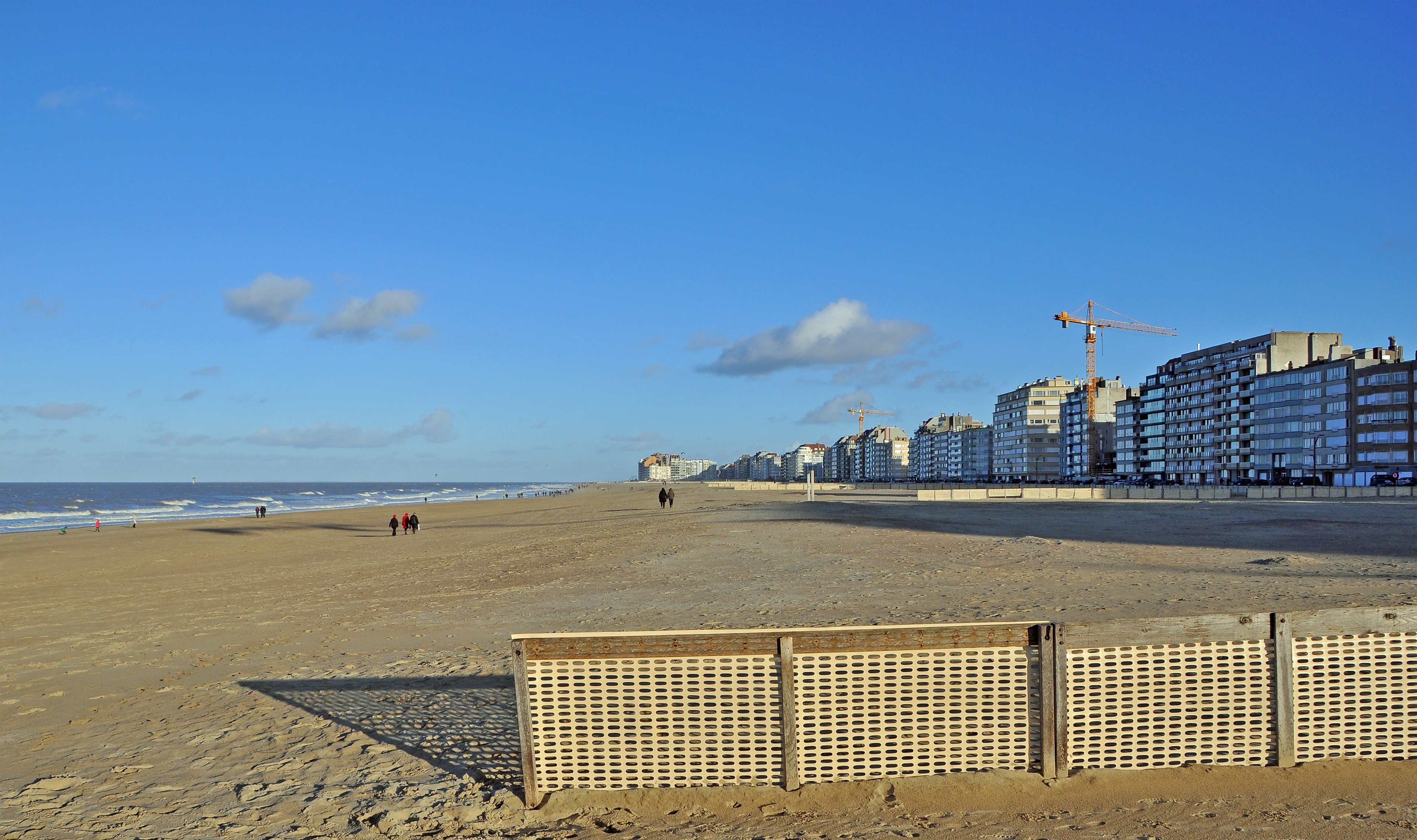
Пляж
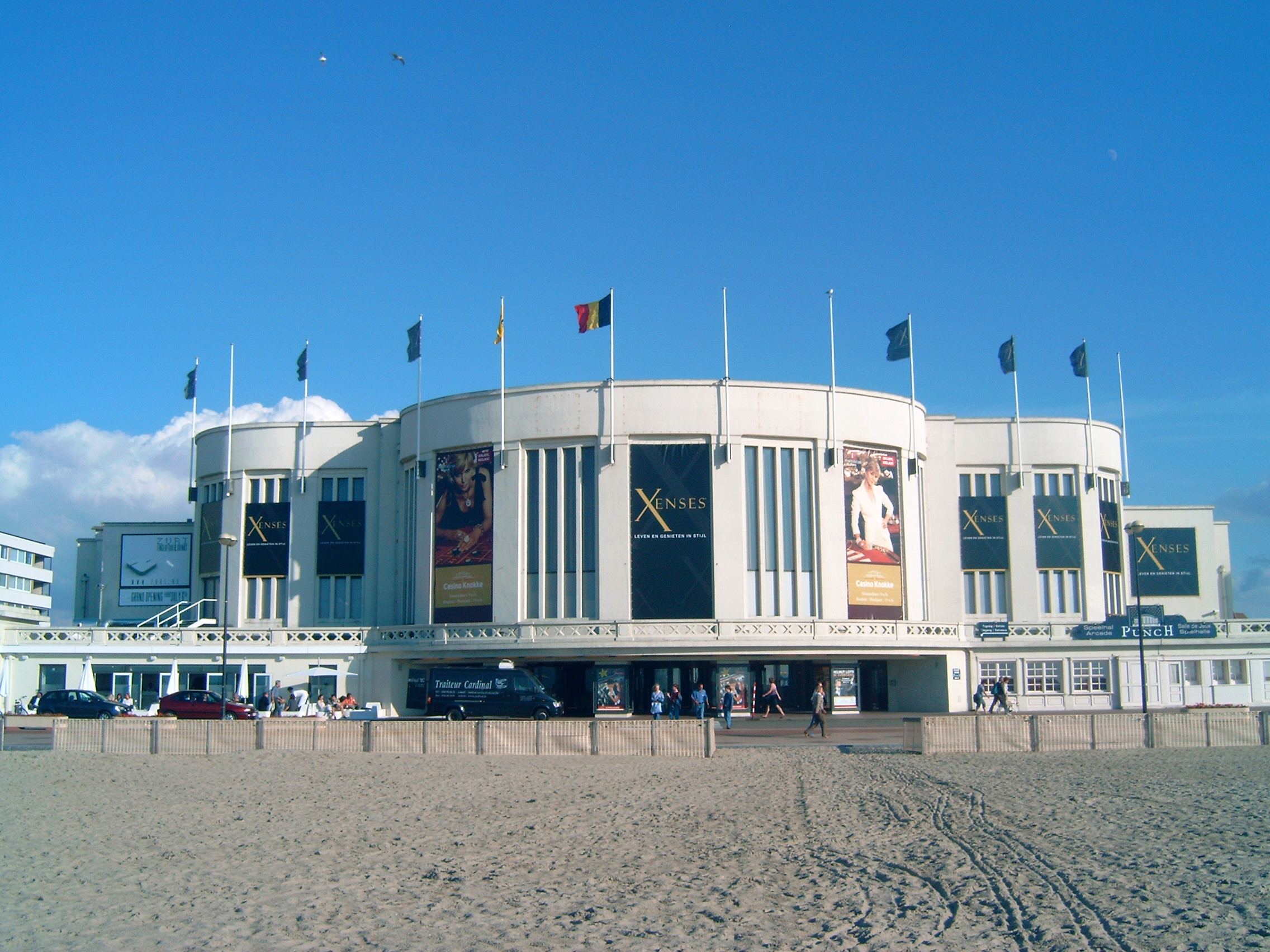
Казино
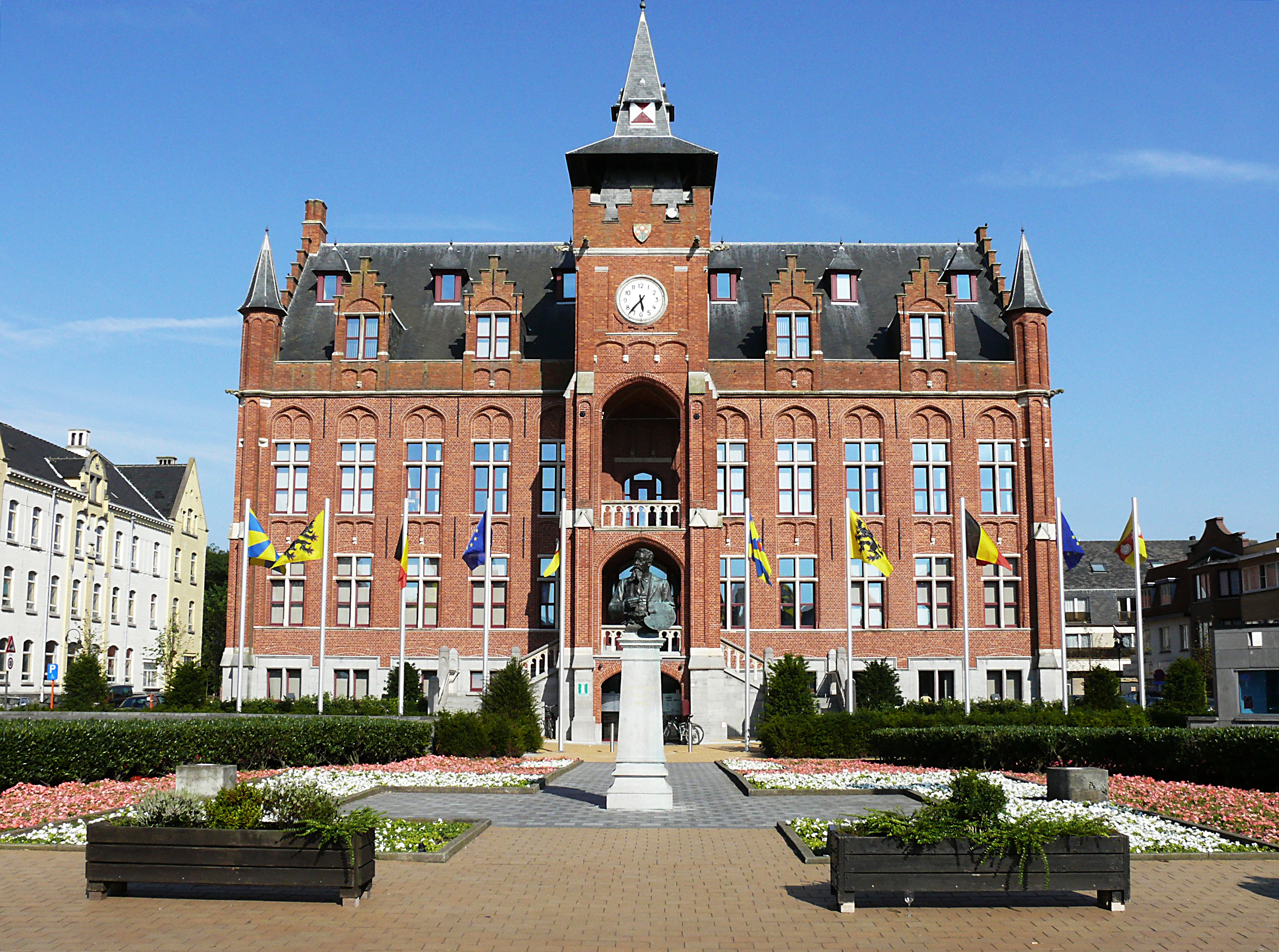
Ратуша
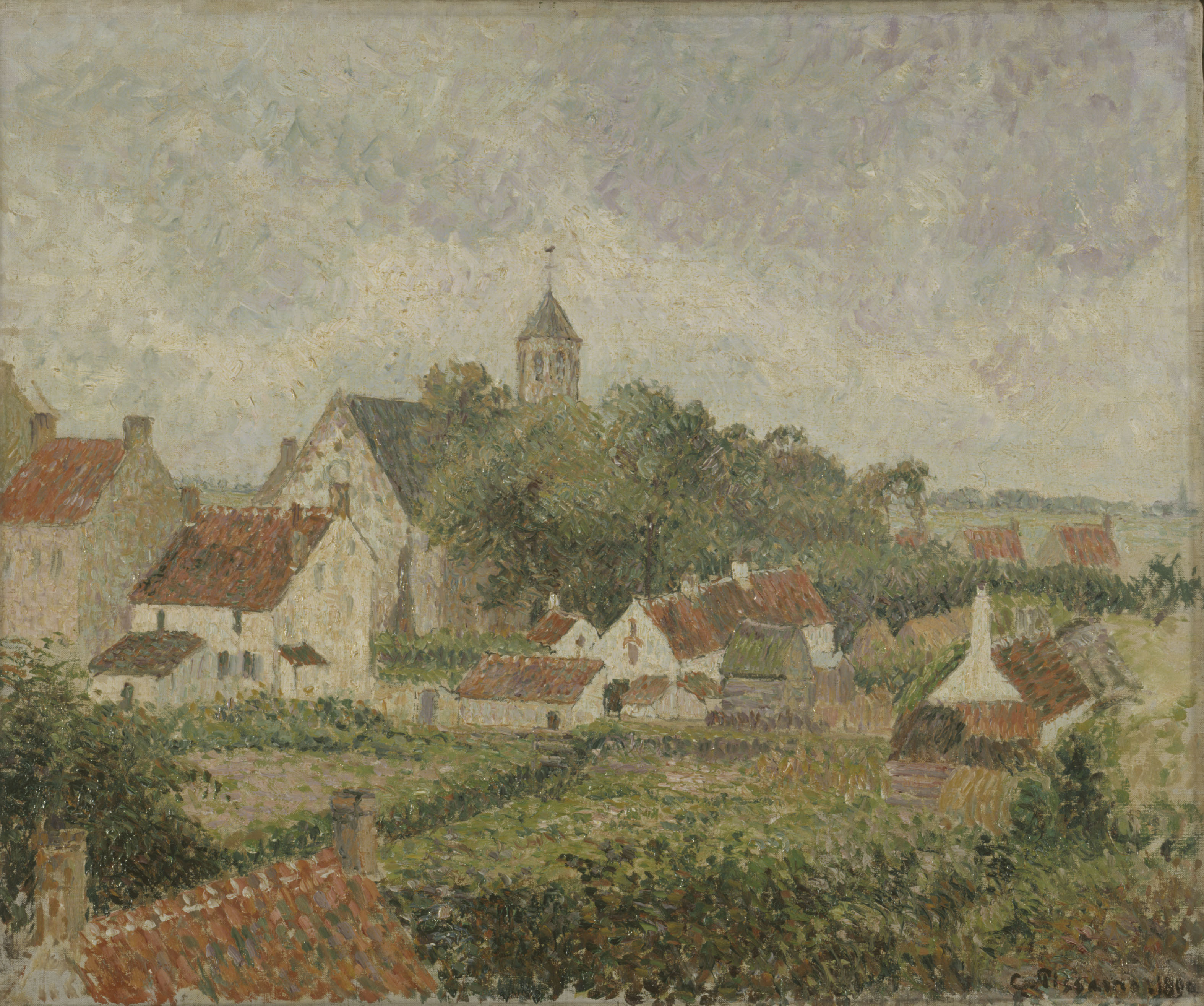
Сільський пейзаж поблизу
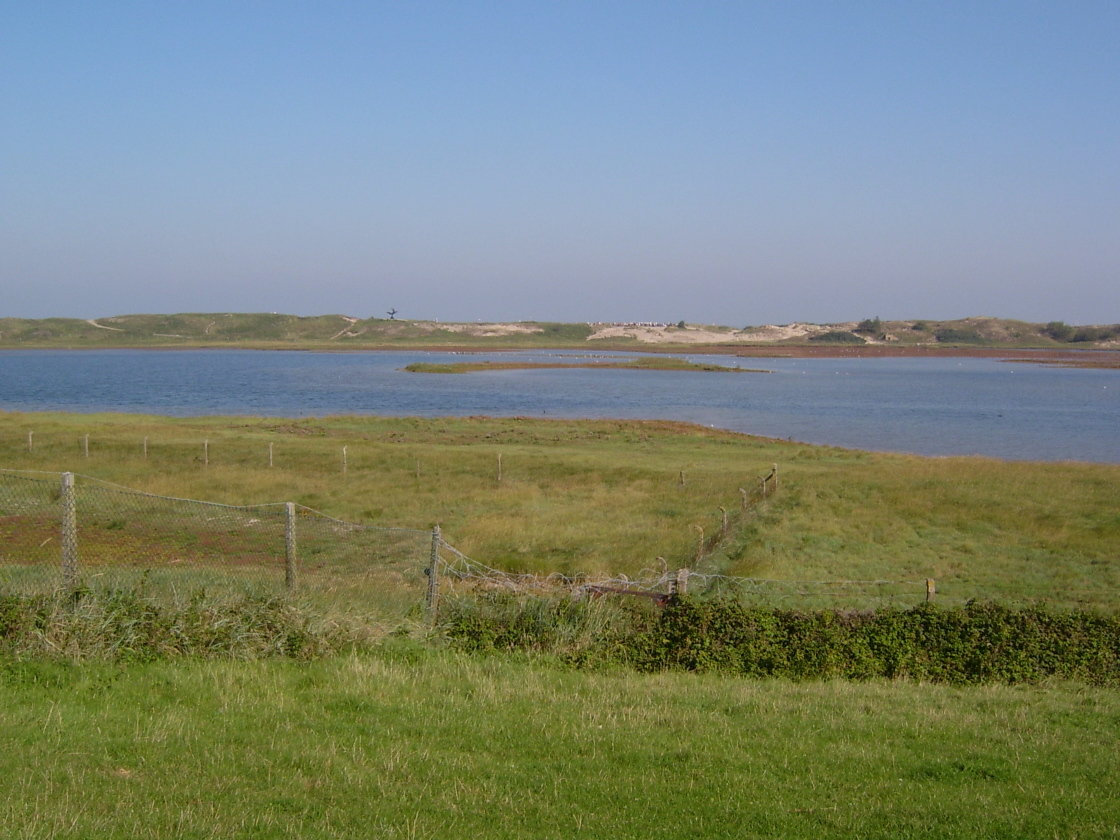
Природний заповідник Звін
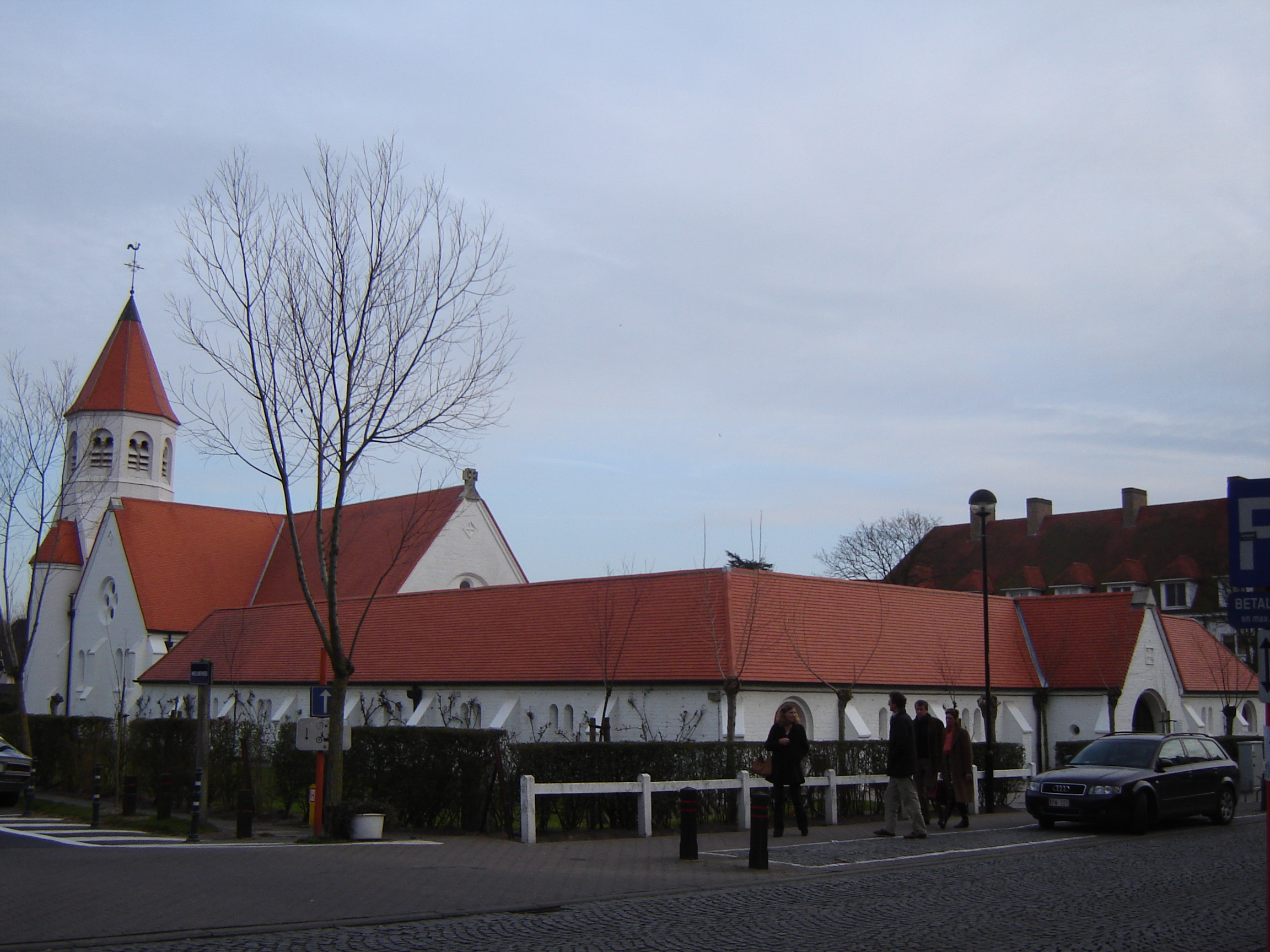
Домініканська церква
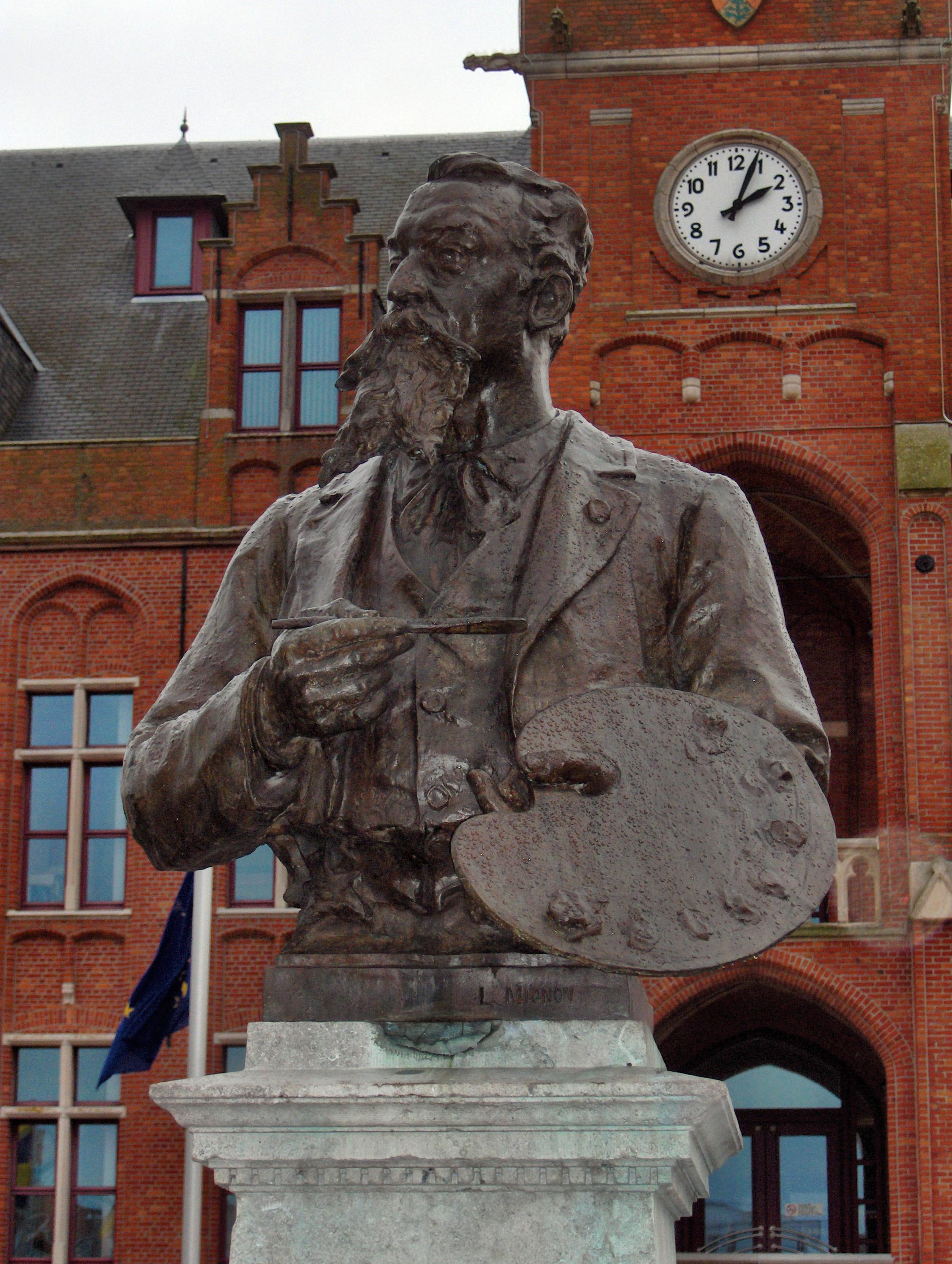
Пам'ятник художнику Альфреду Верве
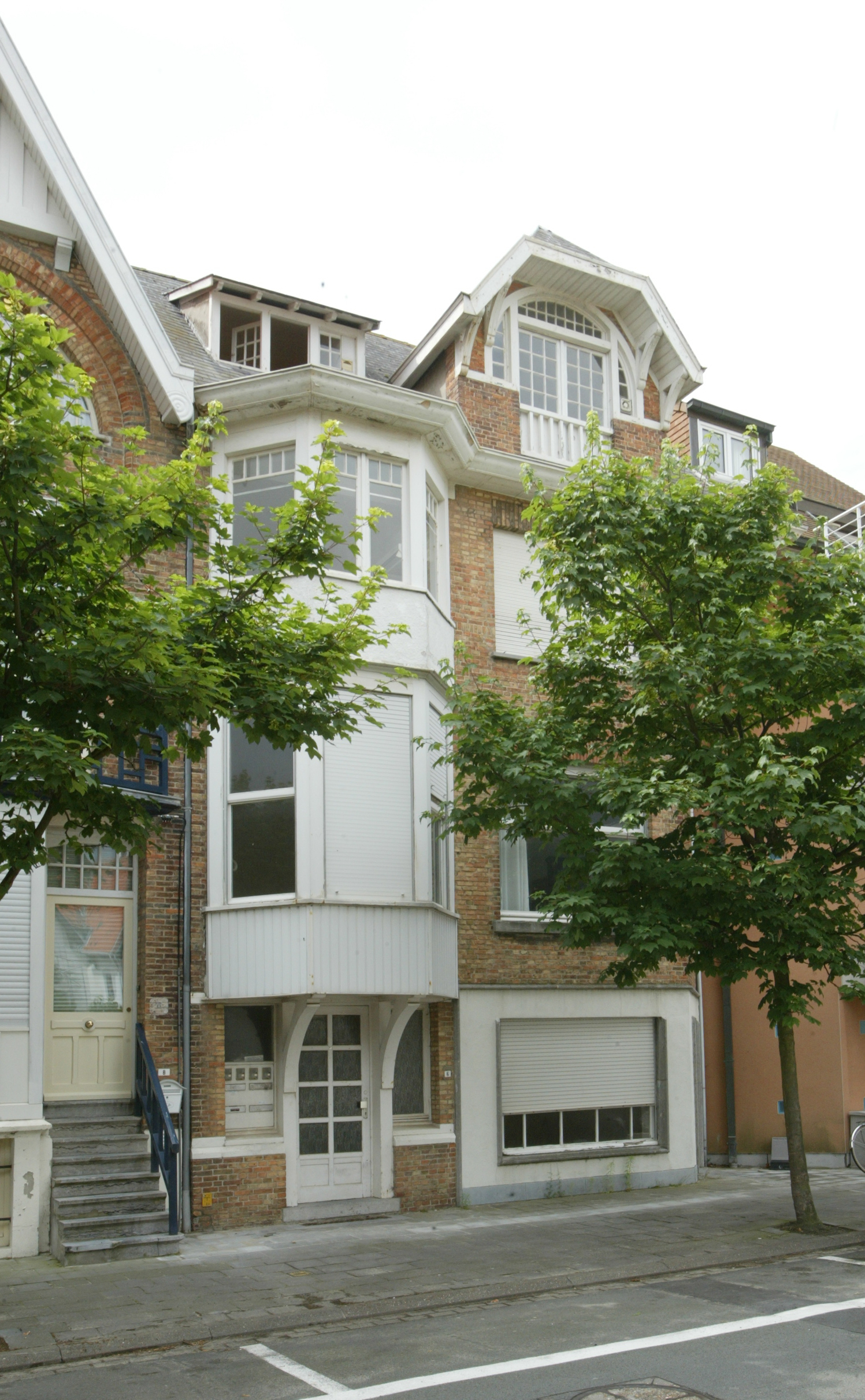
Будинок у Кноке Хайст
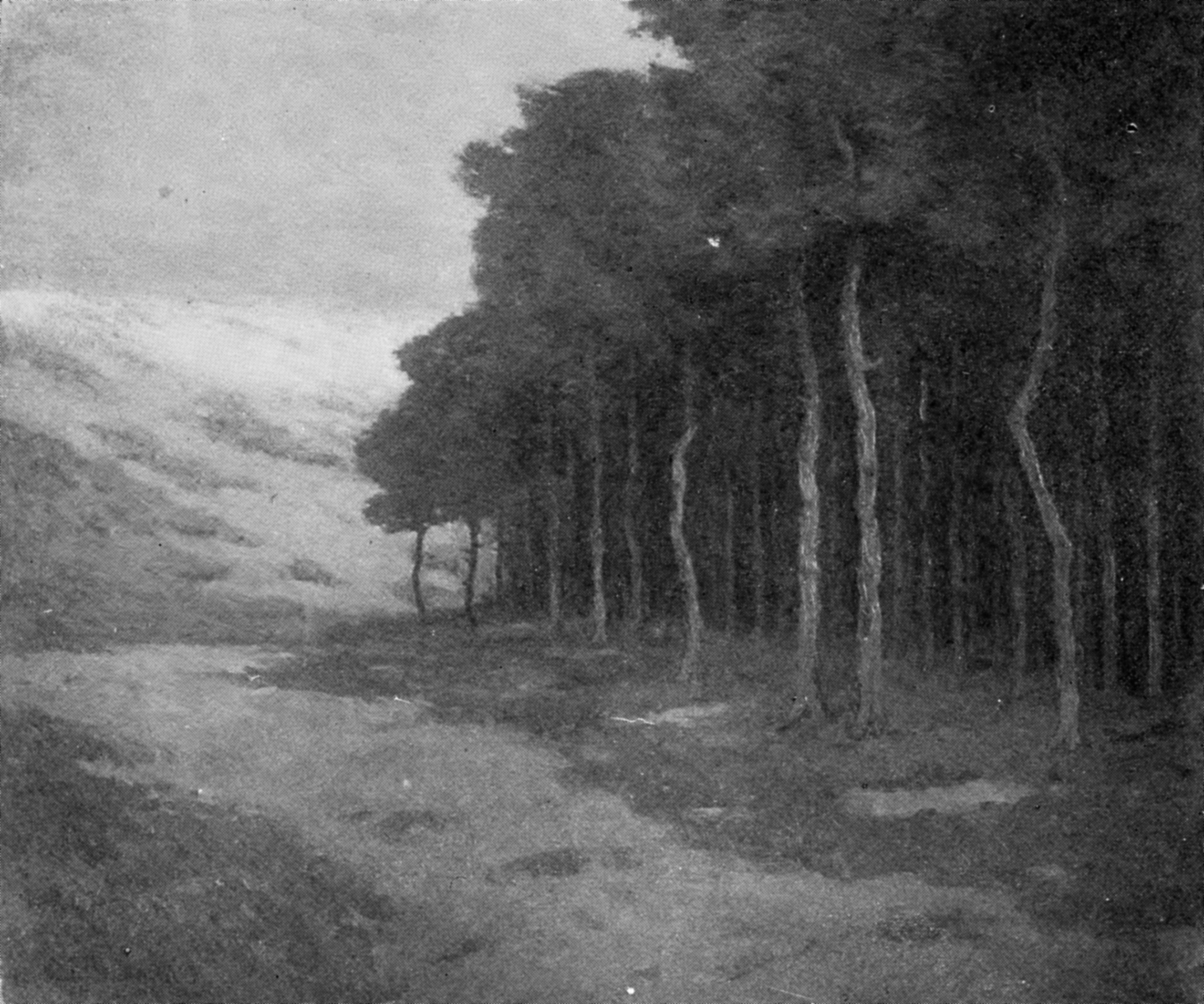
Сосни у Кноке картина художника Чарльза Ітона
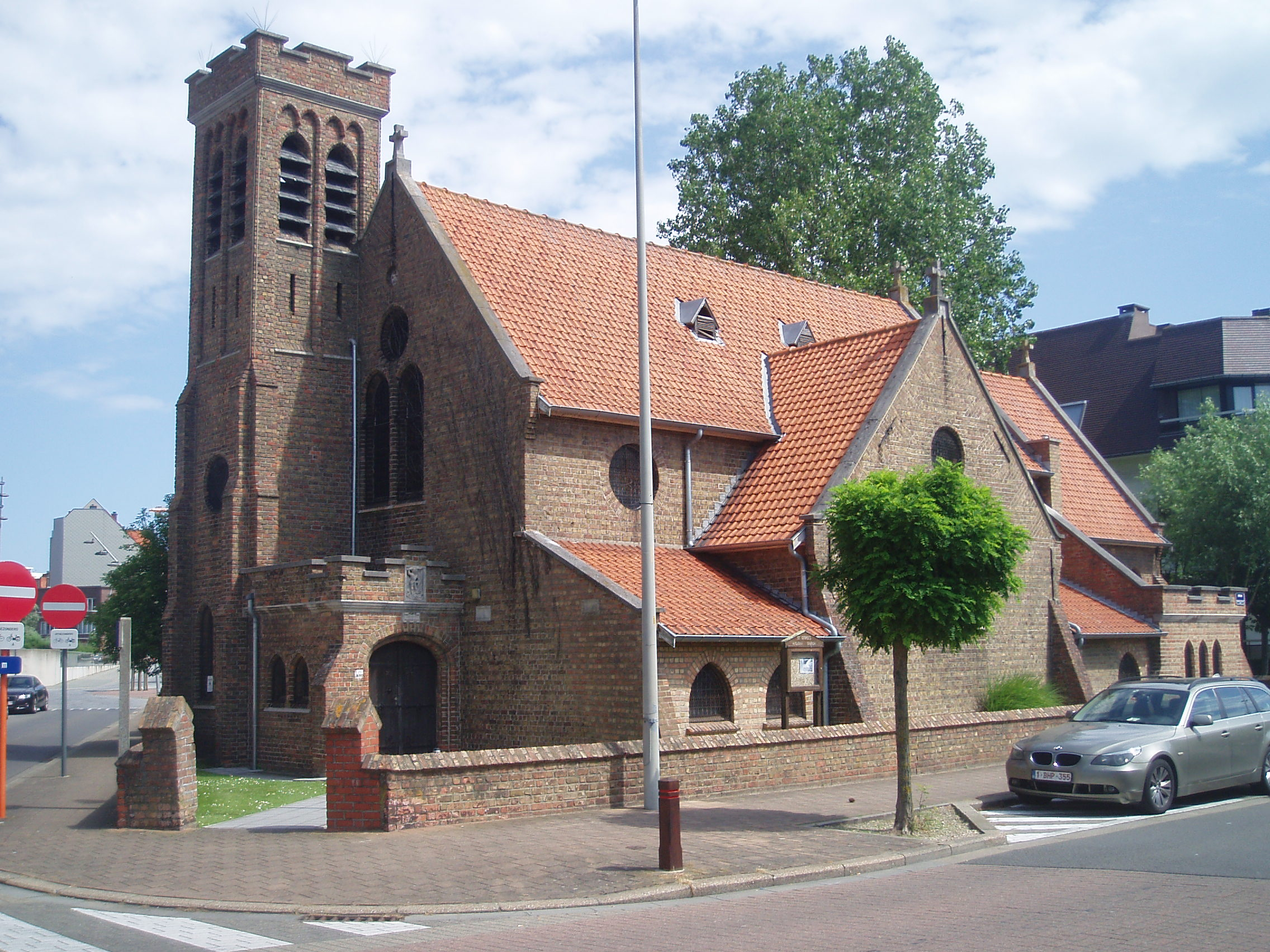
Англіканська церква Св. Георгія